# Elongatohomelix mortoni
Elongatohomelix mortoni là một loài bọ cánh cứng trong họ Cerambycidae.